# 水戶寬螯寄居蟹
水戶寬螯寄居蟹（学名：Cheiroplatea mitoi）为門螯寄居蟹科寬螯寄居蟹屬下的一个种。